# Ulmi
Ulmi es una comuna ubicada en el distrito de Dâmbovița, Rumania.

## Superficie
Posee una superficie de 39,60 kilómetros cuadrados.

## Demografía
Hasta 2021 la población era de 5280 habitantes, con una densidad de población de 133,3 habitantes por kilómetro cuadrado.